# Esquadró de la mort

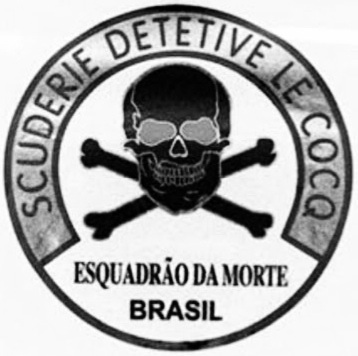
Esquadrão da Morte

Un esquadró de la mort és una milicia armada organitzada per un règim dictatorial o militar que realitza de manera sistemàtica execucions extrajudicials o desaparicions forçades de persones no desitjades o de pobles senzers per imposar el seu poder per la por. Generalment, en aquesta forma de terrorisme d'estat les autoritats protegeixen l'anonimitat dels assassins i els perpetradors sovint pertanyen a l'exèrcit o la policia. Sovint, quan hi ha una transició vers un règim més democràtic, es tracta negociar una amnistia. Els esquadrons poden ser organitzats pel govern de la zona, o per poders estrangers.
Entre els més conegudes de la història del segle XX hi ha les txekà soviètiques (1917-1921), Einsatzgruppen (1939-1945) del règim nazi, els Khmers rojos (1975-1979) a Cambodja o l'Exèrcit de la República Sèrbia durant la Matança de Srebrenica (1995). Aquesta violència organitzada continua fent estralls i molts morts tot arreu al món, amb les Filipines com a exemples més recent, l'Estat Islàmic, Perú i les exaccions contra masóvers i petits propietaris a Brasil i molts altres.

## Esquadrons a Espanya
Abans la Segona Guera Mundial, l'Alemanya nazista i la Unió Soviètica van participar activament a la Guerra Civil espanyola com una mena de prova general. A ambdós costats del conflicte espanyol hi havia execucions arbitràries per escamots de la mort. «Les dues repressions, la de la zona republicana i la de la zona rebel, van ser molt diferents, tant quantitativament com qualitativament, però totes dues van provocar la mort de desenes de milers de persones, la majoria innocents de tot delicte i fins i tot sense cap militància política.»
Els esquadrons falangistes apuntaven persones d'esquerres, sindicalistes, maçons, polítics, intel·lectuals, sacerdots socials. Van matar, entre molts altres, el poeta Federico García Lorca, José Robles i el periodista Ramiro Ledesma Ramos. Es recorda la instrucció del General Mola: «Hay que sembrar el terror...hay que dejar la sensación de dominio eliminando sin escrúpulos ni vacilación a todos los que no piensen como nosotros.» El massacre de Badajoz (1936) amb entre 2000 i 4000 víctimes a la plaça de toros amb espectadors entusiastes en va ser emblemàtic, tal com la reacció republicana amb les Matances de Paracuellos.
Els revolucionaris republicans eran forçà infiltrats per membres dels Directori Polític de l'Estat (OGPU), organitzat per Ióssif Stalin i apuntaven la noblesa i el clergat. Tot i això, segons l'historiador Paul Preston sembla que del costat nacionalista, el terror era més organitzat i sistemàtic. S'estima el nombre d'assassinats a més de 200.000 víctimes –de les quals tres quarts per esquadrons nacionalistes– durant la guerra civil i uns 20.000 més en l'immediat postguerra. Del costat republicà el terror era més caòtic, menys sistemàtic i una conseqüència de desorganització que es va parar aviat des que l'estat de dret republicà es va instaurar.
Més recent hi ha hagut els Grups Antiterroristes d'Alliberament (GAL) als anys 1980.